# المرأة في جنوب السودان
نساء جنوب السودان هنّ النساء اللاتي يعشن في جنوب السودان وينتمين إليه. منذ استقلال جنوب السودان في 9 يوليو 2011، حققت النساء هناك بعض التقدم في اكتساب السلطة، إلا أنهن ما زلن يواجهن مشكلات تتعلق بعدم المساواة. كثير من النساء في المنطقة لا يحصلن على خدمات صحية وتعليمية كافية. بالرغم من التحديات، فقد شهدت هذه القضايا اهتمامًا وطنيًا متزايدًا في السنوات الأخيرة، لا سيما فيما يتعلق بمشكلة زواج الأطفال التي تنتشر في المنطقة. كما بدأ التركيز يتزايد على معدلات وفيات الأمهات المرتفعة جدًا في جنوب السودان، حيث يبلغ معدل وفيات الأمهات حوالي 789 حالة وفاة لكل 100,000 ولادة حية، مما يجعلها واحدة من أعلى المعدلات على مستوى العالم.

## التركيبة السكانية
يبلغُ حاليا مجموع عدد سكان جنوب السودان 12,919,053. في السنوات الأخيرة فاق عدد السكان من صنف الذكور عدد السكان من صنف الإناث، ففي عام 2018 بلغت الإناث 6,444,329 فيما وصلَ عدد الذكور إلى 6,474,720. تُشكل النساء في جنوب السودان حوالي 42 في المئة من مجموع السكان في البلاد، لذلك تُعد هذه النسبة أصغر بالمقارنة مع الذكور.
| السنة | الإناث    | الذكور    |
| ----- | --------- | --------- |
| 2000  | 3,337,668 | 3,362,998 |
| 2005  | 4,045,798 | 4,063,072 |
| 2010  | 5,032,251 | 5,034,945 |
| 2015  | 5,950,069 | 5,932,058 |
| 2020  | 6,824,253 | 6,785,749 |

## الصحة والتعليم
في جميع أنحاء جنوب السودان؛ تُعاني كثير من النساء بسببِ عدمٍ توفر فرص التعليم والصحة. حسبَ البنك الدولي فإنّ 51% من مجموع السكان في جنوب السودان يعيشون تحت خط الفقر. في المقابل، فإن غالبية النساء في جنوب السودان لا يتوفرن على فُرصة الذهاب إلى المدرسة بل يبقين في المنزل ويُساعدن أسرهم في باقي أشغال الحياة اليومية. قامت حكومة جنوب السودان باتخاد عددٍ من الخطوات لإتاحة المزيد من الفرص للأطفال من أجل الذهاب إلى المدرسة كما حَاولت وزارة التعليم والعلوم والتكنولوجيا خلق نظام يسمح بتعليم الفتيات. بالرغم من ذلك فالخطوات التي اتخذتها وزارة التعليم والعلوم والتكنولوجيا لم تكن كافية إلا أنها ساهمت -ولو بنسبة قليلة- في تدعيم الحضور إلى المدرسة. بشكل عام لا يزال هناك عدد من الأطفال ولا سيما الفتيات لا يستطيعن الذهاب إلى المدرسة بسبب عدم قدرة أسرهم على إرسالهن. وفقا لدراسة أُجريت عام 2006 فإن 46% من النساء المتعلمات في جنوب السودان يتزوجن قبل سن الثامنة عشر.
بالإضافة إلى الأمية ومحدودية التعليم فإن النساء في جنوب السودان غير قادِرات على حماية أنفسهن من الأمراض المنقولة جنسيا. جدير بالذكر هنا أنّ 3% فقط من النساء بدون تعليم رسمي و2% من النساء من أفقر المناطق قد استخدموا شكلا من أشكال وسائل منع الحمل مقارنة بـ 22% في المناطق الغنيّة. يُساهم عدم تعليم المرأة في التأثير على روابطها المجتمعية وثقافتها كذلك فأقل من نصف النساء في جنوب السودان قد سمعن عن فيروس نقص المناعة البشرية/الإيدز كما أنّ أكثر من 50% من النساء لا يدركن طرق الوقاية من هذا المرض.

وفقا للدراسات الاستقصائية للأسر المعيشية في جنوب السودان لعام 2006 كذلك فإن المستوى التعليمي للأم يلعب دورا مهمًا في تربية الطفل، فـ 35% من أطفال الأمهات الغير متعلمات يُعانون من نقص في الوزن في حين يُعاني 19% فقط من هذا الاضطراب لدى الأمهات الحاصلات على تعليم ثانوي. وجدت الدراسة كذلك أن 14% من الأطفال في جنوب السودان يعانون من نقص الوزن الشديد، كما أن 18% آخرين يُعانون من نقص النمو ويلعب «جهل» الأمهات بهذا الموضوع دورَا مهمًا في ارتفاع هذه النسب مُقارنة بدول أخرى.

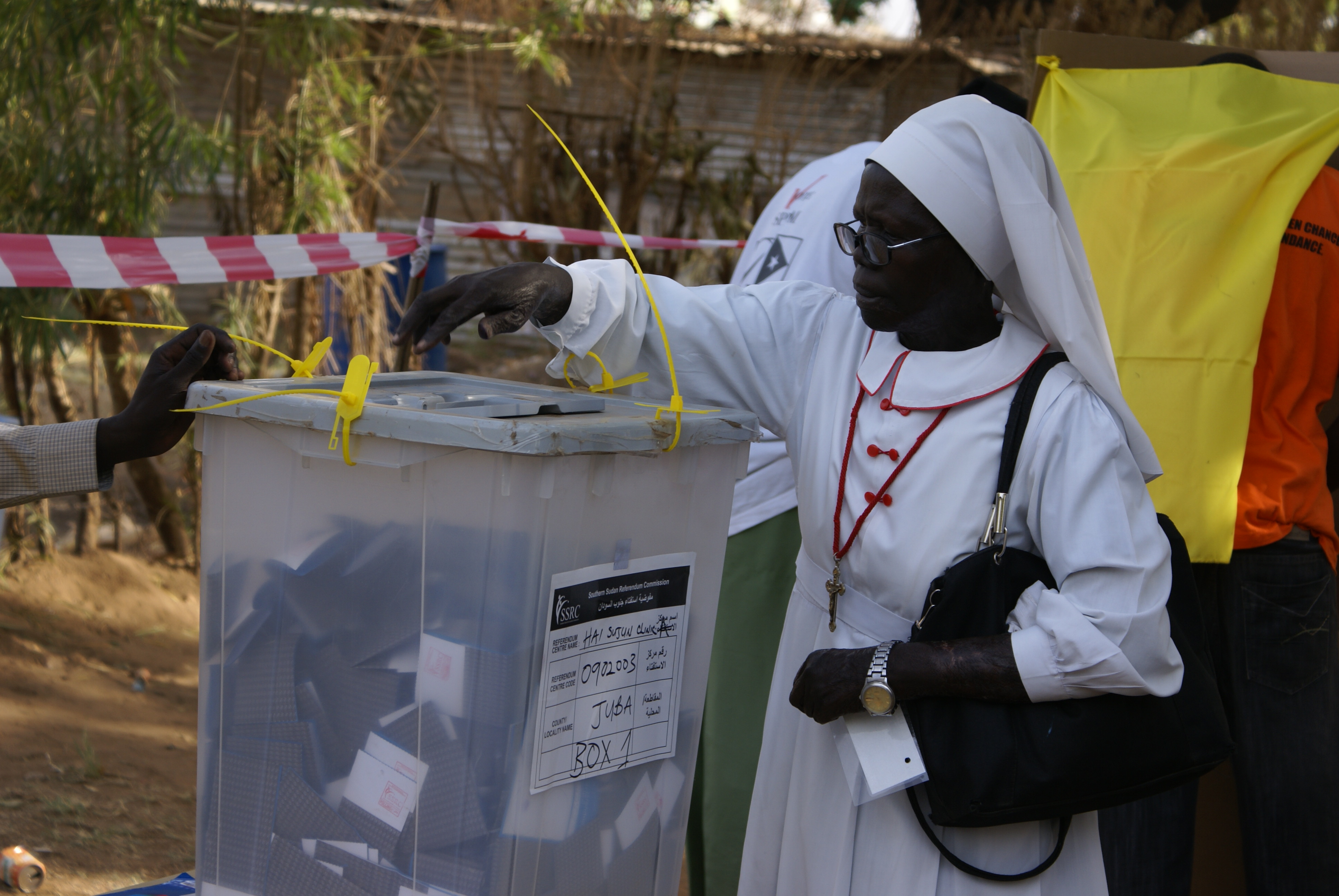
راهبة تقوم بالتأييد بصوتها في الإنتخابات بدولة جنوب السودان

## الزواج والولادة
يُعد الزواج القسري وزواج الأطفال من المواضيع الشائعة جدا في جنوب السودان، خاصة أنه يؤثر على معظم النساء في المنطقة. عادة ما يتم تزويج الأطفال في سن مبكرة من أجل الحصول على الموارد الاقتصادية اللازمة من خلال دفع الطفل إلى العمل بدل الدراسة. ليس هذا فقط؛ فالفتاة تحصل على مهر من زوجها وهذا يُساعد عائلة العروس على كسب بعض الرزق خاصة عندما يتهافت شبان القرية من أجلها وكل يدفع مهرًا معينًا من أجل الفوز بقلب والدها. يلعب المهر في جنوب السودان دورًا مهمًا في انخفاض نسبة الطلاق وذلك بسبب تسديد عائلة الزوجة المهر إلى عائلة الزوج الذي حصلت عليه أصلا من أجل الزواج. هناك سبب آخر يدفع البنات للتزاوج في سن مبكرة وهو الخوف من الحمل خارج إطار الزواج، لأن هذا قد يُسبّب عارا للعائلة ونتيجة لذلك فإن أمل كل أسرة هو تزويج ابنتها. بالرغم من وجود قانونٍ يحظر على الأطفال الزواج في سن مبكرة إلى أن الحكومة لا تُبالي بهذا الموضوع ولا تلتزم بتطبيقه في غالب الأحيان. دور المرأة في المجتمع جنوب السوداني يقوم على إنجاب الأطفال لا غير وقد تتعرض لضغوطات رهيبة من قبل عائلة الزوج في حالة ما لم تأتي بأطفال منذ الموسم الأول للزواج. إنّ حمل العروس وهي في سن مبكرة يُسبب لها الكثير من مضاعفات الولادة مُقارنةً بالنساء الأكبر سنا. تفتقر العديد من النساء في جنوب السودان إلى الموارد كما لا يحصلنَ على أي رعاية طبية خلال الحمل بل قد يتمن في حالة ما تفاقم وضع الحمل أو حدث نزيف داخلي. نتيجة لكل هذا فإن جنوب السودان تُعد من بين أوائل الدول في نسبة وفيات الأمهات أثناء الحمل حيث تُفارق الحياة 789 سيدة لكل 100,000. بسبب عدم وجود وسائل منع الحمل؛ فإن النساء في جنوب السودان إمّا تمتنع عن ممارسة الجنس وإما تلجأ إلى طريقة العزل التقليدية والغير فعّالة لذلك فغالبية الأسر في هذه المنطقة يتوفرن على عددٍ كبير من الأطفال. تواجه النساء في جنوب السودان عددًا من المضاعفات الرئيسية بسبب ناسور الولادة الذي تستعمله حوالي 5000 امرأة كل عام.

## المشاركة في الحكومة
أعلنت «منطقة» جنوب السودان عن استقلالها رسميًا في 9 يوليو 2011. خلال هذه الفترة احتلت المرأة الجنوب سودانية 5 من أصل 29 منصب وزاري في حكومة جنوب السودان، كما كانت هناك 18 سيدة من أصل 28 نائب في البرلمان. نشطت نساء «الجمهورية» في حروب التحرير من خلال توفير الغذاء والمأوى فضلا عن رعاية أطفال وكذلك رعاية الجرحى من المُقاومين والمقاومات خلال النضال السياسي من أجل استقلال البلاد.